# Municipio de Nevada (Illinois)
El municipio de Nevada (en inglés: Nevada Township) es un municipio ubicado en el condado de Livingston en el estado estadounidense de Illinois. En el año 2010 tenía una población de 1335 habitantes y una densidad poblacional de 14,11 personas por km².

## Geografía
El municipio de Nevada se encuentra ubicado en las coordenadas 41°3′51″N 88°31′41″O / 41.06417, -88.52806. Según la Oficina del Censo de los Estados Unidos, el municipio tiene una superficie total de 94.61 km², de la cual 94,61 km² corresponden a tierra firme y (0 %) 0 km² es agua.

## Demografía
Según el censo de 2010, había 1335 personas residiendo en el municipio de Nevada. La densidad de población era de 14,11 hab./km². De los 1335 habitantes, el municipio de Nevada estaba compuesto por el 53,71 % blancos, el 43,22 % eran afroamericanos, el 0,75 % eran amerindios, el 0,52 % eran asiáticos, el 1,5 % eran de otras razas y el 0,3 % eran de una mezcla de razas. Del total de la población el 6,37 % eran hispanos o latinos de cualquier raza.